# Graziano Musella
Graziano Musella (Milano, 1º giugno 1952) è un politico italiano.
Già Parlamentare della XVIII legislatura della Repubblica Italiana, è Sindaco di Assago dal giugno 2024. Ha ricoperto la carica di primo cittadino del comune, a più riprese, per oltre 30 anni.

## Biografia

### Sindaco
Eletto in Consiglio Comunale con il Partito Socialista Italiano, viene nominato sindaco di Assago nel 1985 ed è riconfermato fino all'aprile 1995. Alle elezioni del 1995, con la scelta diretta del sindaco, viene eletto primo cittadino candidandosi con una lista civica. Viene riconfermato alle elezioni del 1999.
Raggiunti i due mandati consecutivi da sindaco eletto direttamente dai cittadini (1995-1999 e 1999-2004), si candida come consigliere comunale di Assago, risultando eletto nel Consiglio guidato dal centrosinistra. Nel 2009 può ricandidarsi nuovamente alla carica di sindaco, risultando eletto alla guida di una coalizione di centrodestra; è riconfermato nel 2014. Nel 2019, dopo ulteriori due mandati consecutivi, si candida nuovamente come consigliere comunale di Assago, venendo eletto.
Dal giugno 2024 è stato nuovamente eletto Sindaco del comune milanese.

### In Forza Italia
Dal 2017 è il commissario provinciale milanese di Forza Italia.

### Parlamentare
Alle elezioni politiche del 2018 è eletto alla Camera dei deputati nel collegio uninominale di Rozzano. Non viene ricandidato alle elezioni del 2022.